# Neuendettelsau
Neuendettelsau là một đô thị ở Middle Franconia, Đức. Neuendettelsau có cự ly 20 dặm Anh về phía tây nam Nuremberg và 12 dặm Anh về phía đông của Ansbach. Dân số cuối năm 2006 là 7816 người.